# كأس ويلز 1932–33
كأس ويلز 1932–33 (بالإنجليزية: 1932–33 Welsh Cup)‏ هو موسم من كأس ويلز. كان عدد الأندية المشاركة فيه 65، وفاز فيه نادي ريكسهام.